# Оксидази
Оксидази — клас ферментів (підклас оксидоредуктаз), що каталізують реакції окиснення або відновлення з участю молекулярного кисню (O2) як акцептора електрона. В цих реакціях кисень відновлюється до води (H2O) або перекису водню (H2O2).

## Приклади
Важливим прикладом ферментів цього класу є цитохром-c-оксидаза, ключовий фермент, що дозволяє організму використовувати кисень для отримання енергії на останній ланці електронтранспортного ланцюга. Іншими прикладами є:
- глюкозооксидаза
- моноаміноксидаза
- цитохром-P450-оксидаза
- НАДФН-оксидаза
- ксантін-оксидаза
- L-гулонолактон-оксидаза
- лакказа
- лізилоксидаза

## Тест на оксидазу
В мікробіології тест на оксидазу широко використовується для характеризації фенотипу та ідентифікації штамів бактерій; він визначає, чи даний штам експресує цитохромоксидазу (та споживає кисень).